# Red óptica con conmutación automática
Una red óptica con conmutación automática (también conocido como ASON acrónimo en idioma inglés de automatically switched optical network) o red óptica de switcheo automático, es un concepto en la evolución de redes de transporte que permite un control dinámico dirigido por políticas en una red óptica o una SONET basada en señales entre usuario y los componentes de la red. Su objetivo es automatizar el recurso y la gestión de conexiones dentro de la red. La IETF define el ASON como una alternativa/suplemento a la gestión de conexiones basadas en NMS.

## La necesidad del ASON
En una red óptica sin ASON, cuando el usuario requiere más ancho de banda, se hace una solicitud para una nueva conexión del usuario al proveedor de servicios. Entonces el procesador de servicios debe planear manualmente y configurar la ruta en la red. Esto no solo es tardado, sino también desperdicia ancho de banda si el usuario usa escasamente la conexión. El ancho de banda se está volviendo un recurso más caro y las expectaciones para las futuras redes ópticas debe ser capaz de repartir los recursos lo más rápido posible. ASON cumple con alguno de los requisitos de las redes ópticas como:
- Aprovisionamiento rápido y automático de punta a punta
- Re-enruteo rápido y eficiente
- Soporte para diferentes clientes, pero optimizado para IP
- Conexiones establecidas dinámica-mente
- Soporte para Redes Privadas Virtuales Ópticas (OVPNs)
- Soporte para diferentes niveles de Calidad de Servicio (QoS)

(Estos requerimientos no están restringidos a las redes ópticas y también pueden ser aplicadas a cualquier red de transporte, incluyendo la SONET)

## Arquitectura lógica de ASON

Arquitectura lógica de ASON

La arquitectura lógica de ASON puede ser dividido en 3 planos:
- Plano de Transporte
- Plano de Control
- Plano de Administración

El plano de transporte contiene un número de switches (ópticos o no) responsables de transportar el dato del usuario vía conexiones. Estos switches están conectados a otros vía interfaz física. 
El plano de control es el responsable de administrar los recursos y las conexiones dentro de una red ASON. Consiste en una serie de Controladores de Conexión Óptica, interconectados vía Interfaces de REd. Estos controladores tiene las siguientes funcionalidades.
- Descubrimiento de la topología de la red
- Señalamiento, ruteo y asignación de dirección
- Preparación y demolición de conexiones
- Protección y restauración de conexiones
- Ingeniería de tráfico
- Asistencia de longitud de ondas[3]

El plano de Administración es el responsable de administrar el plano de control. Entre sus responsabilidades se encuentran la administración de configuración del plano de control, áreas  de ruteo, recursos de transporte y las políticas. También provee gestión de fallas, gestión de rendimiento, contabilidad y gestión de seguridad. El plano de administración contiene el órgano de gestión de red que está conectado a un controlador de conexión óptica en el plano de control vía NMI-A (Interfaz de administración de red para plano de control de ASON) y un switch vía NMI-T (Interfaz de administración de red para la Red de transporte).
El tráfico desde un usuario conectado a una red ASON contiene datos para ambos planos de transporte y control. El usuario está conectado al plano de Transporte vía una interfaz física, mientras que se comunica con el plano de control vía una interfaz de usuario de red.

## El rol de IETF
Mientras que la Unión Internacional de Telecomunicaciones ha trabajado en los requisitos y la arquitectura de ASON basándose en los requerimientos de sus miembros, está explícitamente tratando de evitar el desarrollo de nuevos protocolos cuando los existentes funcionen bien. La IETF, del otro lado, ha estado trabajando en el desarrollo de nuevos protocolos en respuesta a los requisitos de la industria. Por lo tanto, mientras que la UIT ya incluye un protocolo PNNI para enviar señales al pano de control, IETF ha estado desarrollando GMPLS como una segunda opción de protocolo para ser utilizado en lo mismo.  Como producto de IETF, GMPLS(MPLS generalizado) utiliza la IP para comunicar entre diferentes componentes del plano de control.

## Documentación de ITU-T para estandarización de ASON
En siguiente se enlistan y se describen la arquitectura y los requisitos como fueron publicados por ITU-T 
- G.8080/Y.1304, Arquitectura para ASON
- G.807/Y.1302, Requisitos para ASTN(Redes de transporte con switcheo automatizado) Call and Connection Management
- G.7713/Y.1704, Gestión de llamada y conexión distribuida (DCM)
- G.7713.1/Y.1704.1, Mecanismo de eñalamiento DCM por PNNI/Q.2931
- G.7713.2/Y.1704.2, Mecanismo de eñalamiento DCM por GMPLS RSVP-TE
- G.7713.3/Y.1704.3, Mecanismo de eñalamiento DCM por GMPLS CR-LDP Descubrimiento y gestión de enlace
- G.7714/Y.1705, Técnicas de descubrimiento generalizado y automatizado
- G.7715/Y.1706, Arquitectura y Requerimiento de ruteo para redes de transporte de switcheo automático
- G.7716/Y.1707, Arquitectura y Requerimiento de gestión de recursos de enlace para redes de transporte de switcheo automático
- G.7717/Y.1708, ASTN control de connexión. Otras recomendaciones.
- G.872, Arquitectura de redes ópticos de transporte
- G.709/Y.1331, Interfaz para redes ópticos de transporte
- G.959.1, Interfaz de capa física para redes ópticos de transporte
- G.874, Gestión de aspectos para elementos de redes ópticos de transporte
- G.874.1, Modelo de información para gestión protocolneutral para elementos de redes ópticos de transporte
- G.875, Modelo de información de gestión para elementos de redes ópticos de transporte
- G.7041/Y.1303, Proceso genérico para framing
- G.7042/Y.1305, Ajustamiento de la capacidad de enlace para señales virtualmente concatenados
- G.65x, Series en fibra óptica y métodos de prueba
- G.693, interfaces ópticos para sistemas intra-oficina
- G.7710/Y.1701, Gestión de equipos comunes para requisitos de función
- G.7712/Y.1703, Arquitectura y especificación de redes de comunicación de datos
- G.806, Características de equipos de transporte. Metodología de descripción y función genérico.[1]